# Émile Rupp
Émile Rupp (* 24. Juli 1872 in Ottoschwanden; † 30. Juli 1948 in Straßburg) war ein französischer Organist deutscher Herkunft.

## Leben
Émile (Johann Friedrich Emil) Rupp wurde 1872 in Ottoschwanden als einziges Kind des evangelischen Pfarrers Johann Rupp, der oberelsässischer Herkunft war, und seiner Frau Emilie, die einer französischen Familie entstammte, geboren.
1891 wurde Rupp Schüler am Konservatorium in Straßburg, 1894 belegte er das Kompositionsstudium bei Josef Gabriel Rheinberger in München, wo ihm der 1. Preis für Komposition und Kontrapunkt zugesprochen wurde. 1896 folgte sein Orgelstudium bei Charles-Marie Widor in Paris. 1897 trat er seinen Dienst als Organist an der evangelischen Garnisonskirche St. Paul in Straßburg an, den er bis 1939 ausübte, und bekam den Titel Kaiserlicher Musikdirektor verliehen. Darüber hinaus wirkte er von 1914 bis 1939 als Titularorganist an der Straßburger Konsistorialsynagoge.
1940 musste Rupp, der ab 1918 französischer Staatsbürger war, nach Südfrankreich emigrieren, wo er bis 1943 als Organist am Grand Temple in Nîmes wirkte. 1945 konnte er nach Straßburg zurückkehren, wo er 1948 verstarb. Neben Albert Schweitzer gilt er als Vertreter der elsässischen Orgelschule.

## Schriften
- Die Entwicklungsgeschichte der Orgelbaukunst. Einsiedeln 1929; Reprint Georg Olms 1981.
- Abbé Vogler als Mensch, Musiker und Orgelbautheoretiker. Ludwigsburg 1922.